# Marc Stendera
Marc Stendera (Kassel, 10 de dezembro de 1995) é um futebolista alemão que atua como Meia atacante. Está no VfB Oldenburg.

## Carreira
Durante a temporada 2012-13 ele teve sua estreia pelo Eintracht Frankfurt contra o Bayern de Munique após substituír o jogadore Marco Russ aos 71 minutos numa derrota por 1-0 seu primeiro jogo como titular foi no dia 21 de abril de 2013 contra o Schalke 04.

## Seleção alemã
Stendera participou das seleções de base da Alemanha, em 2012 participou pela Alemanha sub-17 aonde chegou a final do Campeonato Europeu de Futebol Sub-17 mais perdeu pela Holanda.
Em 2014 participou pela Alemanha sub-19 onde foi campeão do Campeonato Europeu de Futebol Sub-19 na final contra a seleção de Portugal vencendo por 1-0.

## Títulos
Alemanha
- Campeonato Europeu Sub-19: 2014

### Prêmios individuais
- Equipe do torneio do Campeonato Europeu Sub-17 de 2012
- Equipe do torneio do Campeonato Europeu Sub-19 de 2014[2]